# Museu da Força Expedicionária Brasileira (Belo Horizonte)
O Museu Força Expedicionária Brasileira é um museu brasileiro localizado na cidade de Belo Horizonte que tem por objetivo preservar e difundir a história da participação brasileira na Segunda Guerra Mundial. O destaque da coleção é a participação dos combatentes mineiros no conflito, enviados majoritariamente à Itália para enfrentar exércitos nazifascistas e responsáveis pela tomada da cidade de Montese.
O Museu ocupa parte do prédio da regional BH da Associação Nacional dos Veteranos da FEB - ANVFEB, na avenida Francisco Sales no Bairro da Floresta. A associação, por sua vez, é responsável por administrar e manter a instituição em funcionamento.
O museu foi instituído em 1986, e inaugurado dois anos depois, em 1988. Dividido em seis salas temáticas, o museu apresenta uniformes, objetos de uso pessoal de soldados, armas e documentos do período da Segunda Guerra Mundial. Parte do acervo consiste de doações feitas pelos próprios veteranos de guerra.

## Homenageados
O Museu Força Expedicionária Brasileira foi idealizado com o objetivo de homenagear os combatentes que participaram da ação brasileira na segunda guerra mundial, em ações como a tomada do tomada do Monte Castelo, na Itália.

## Exposições e Objetos
O local possui um rico acervo, que consiste em armas, documentos, e até mesmo material pertencente ao regime nazista alemão. Em 2015, o museu trouxe para sua estrutura uma exposição de Jipes utilizados na segunda Guerra Mundial.

## Galeria

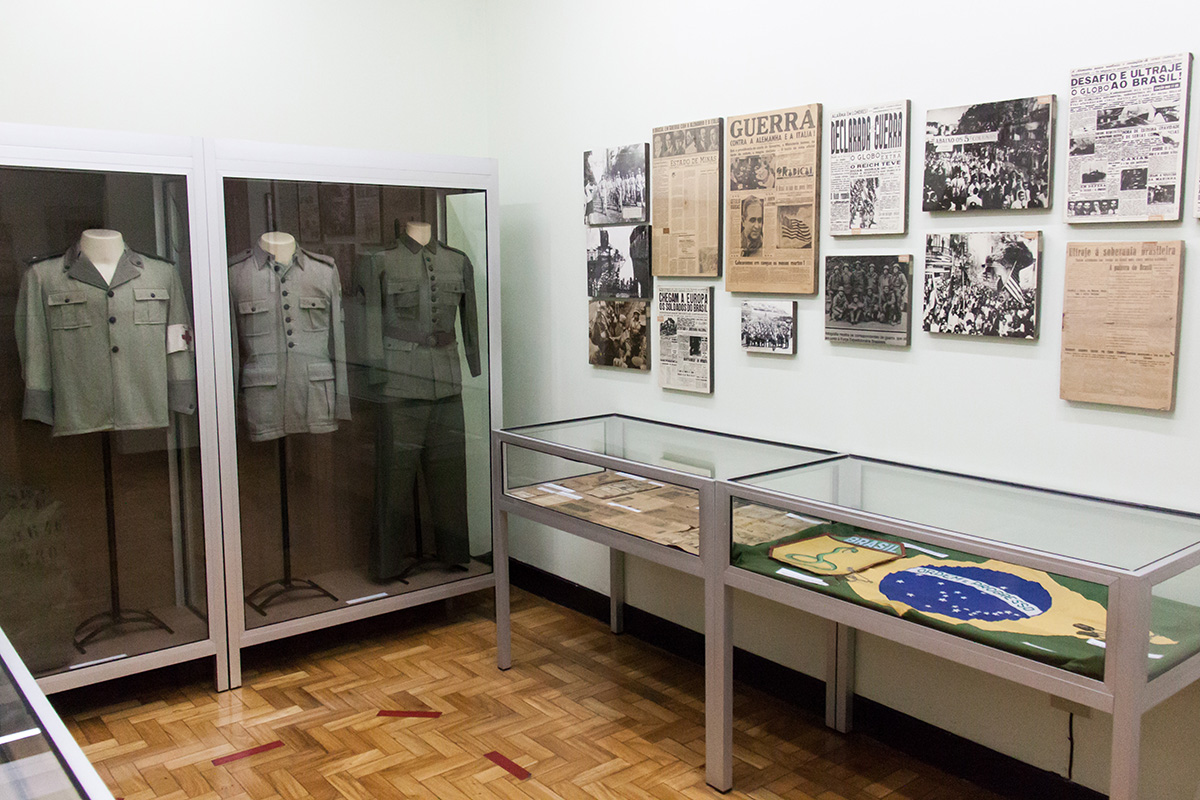
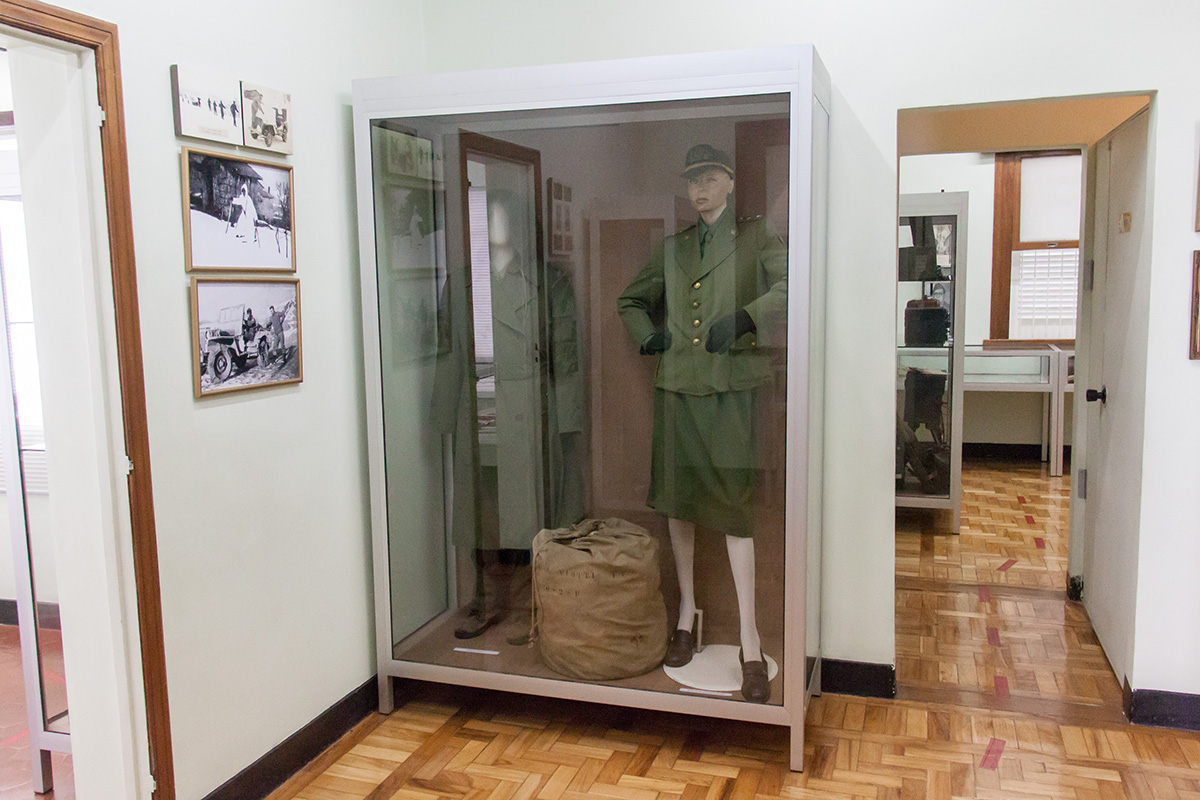
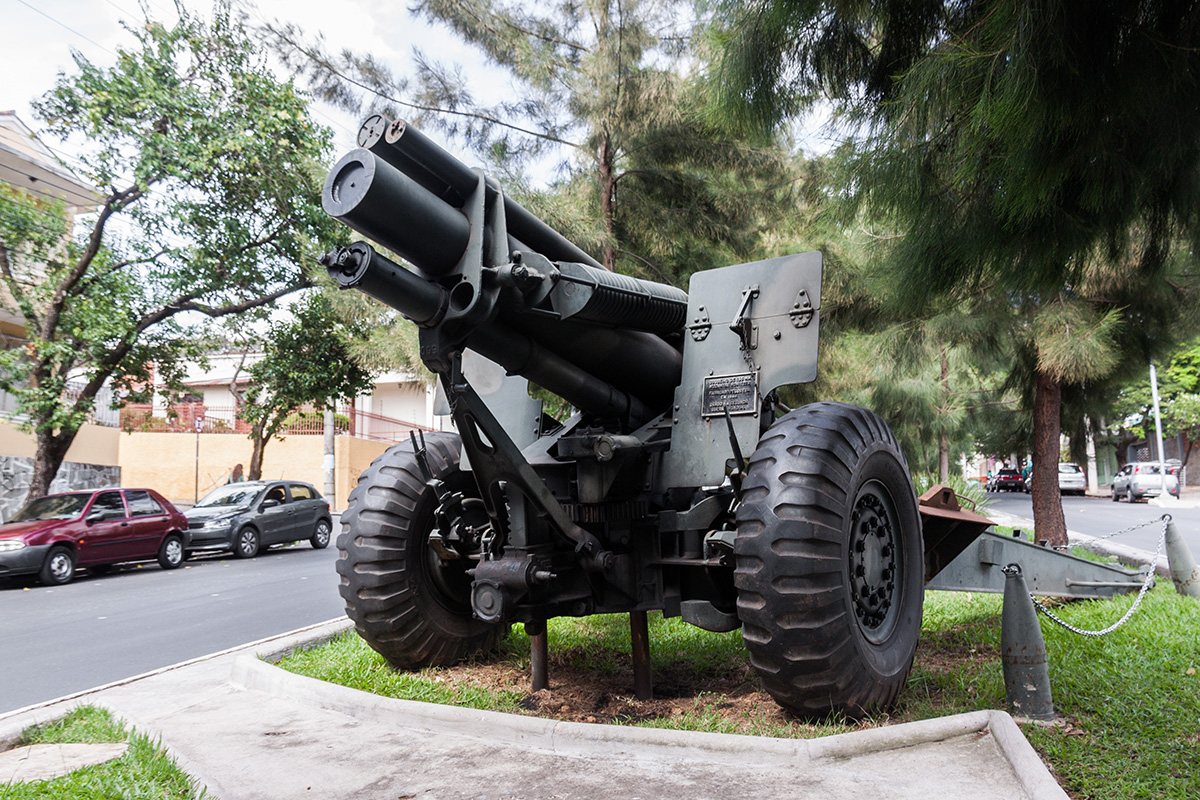